# Klil
Klil (hebrejsky כְּלִיל, v oficiálním přepisu do angličtiny Kelil) je vesnice typu společná osada (jišuv kehilati) v Izraeli, v Severním distriktu, v Oblastní radě Mate Ašer.

## Geografie
Leží v nadmořské výšce 181 metrů na západních svazích Horní Galileji, nedaleko od intenzivně zemědělsky využívané a hustě osídlené Izraelské pobřežní planiny. Severozápadně od vesnice prochází údolí vádí Nachal Jechi'am, na jižní straně je to Nachal Janoach a jeho boční přítok Nachal Šeli.
Vesnice je situována 11 kilometrů od břehu Středozemního moře a 11 kilometrů od libanonských hranic, 8 kilometrů jihozápadně od města Ma'alot-Taršicha, cca 107 kilometrů severovýchodně od centra Tel Avivu a cca 27 kilometrů severovýchodně od centra Haify. Klil obývají Židé, přičemž osídlení v tomto regionu je smíšené. Na západ ležící pobřežní nížina je většinově židovská, naopak okolní kopcovité oblasti centrální Galileji obývají izraelští Arabové a Drúzové. Jižně od vesnice leží arabská města Abu Sinan a Jirka.
Klil je na dopravní síť napojen pomocí lokální silnice číslo 8721, která vede z pobřežní nížiny do drúzského města Januch-Džat.

## Dějiny
Klil byl založen v roce 1979. Pojmenován byl podle nedaleké lokality Chirbet Klil. Šlo o soukromou iniciativu několika rodin, které zde začaly od arabských vlastníků vykupovat půdu a usadily se tu. Postupně přibývali další obyvatelé. Osada vznikla s podporou Židovské agentury v rámci programu ha-Micpim be-Galil (המצפים בגליל, doslova „Galilejské vyhlídky“), který v Galileji vytvářel nové vesnice, jež měly posílit židovské demografické pozice v oblastech s dosavadní převahou Arabů.
Obec je na rozdíl od většiny venkovských sídel v Izraeli řešena jako rozptýlená zástavba jednotlivých rodinných usedlostí. Některé ze zdejších rodin vyznávají ekologické pojetí bydlení a vyrábějí si vlastní elektřinu ze solárních článků a z větrných turbín.
Část obyvatel v Klil se živí zemědělstvím. Jde zejména o organické farmaření a pěstování bylin. Zbylí obyvatelé za prací dojíždějí mimo obec. Dalším zdrojem příjmů je turistický ruch. V Klil fungují zařízení předškolní péče. Je tu i alternativní základní škola pro děti ve věku 5-9 let. Běžná základní škola je ve vesnici Kabri.

## Demografie
Obyvatelstvo Klil je sekulární. Podle údajů z roku 2014 tvořili naprostou většinu obyvatel v Klil Židé (včetně statistické kategorie "ostatní", která zahrnuje nearabské obyvatele židovského původu ale bez formální příslušnosti k židovskému náboženství).
Jde o menší sídlo vesnického typu s dlouhodobě rostoucí populací. K 31. prosinci 2014 zde žilo 552 lidí. Během roku 2014 populace stoupla o 6,8 %.
| Rok            | 1983 | 1995 | 2001 | 2003 | 2004 | 2005 | 2006 | 2007 | 2008 | 2009 | 2010 | 2011 | 2012 | 2013 | 2014 |
| -------------- | ---- | ---- | ---- | ---- | ---- | ---- | ---- | ---- | ---- | ---- | ---- | ---- | ---- | ---- | ---- |
| Počet obyvatel | 58   | 142  | 213  | 227  | 255  | 292  | 351  | 372  | 368  | 384  | 422  | 443  | 477  | 517  | 552  |